# 图伊马努阿

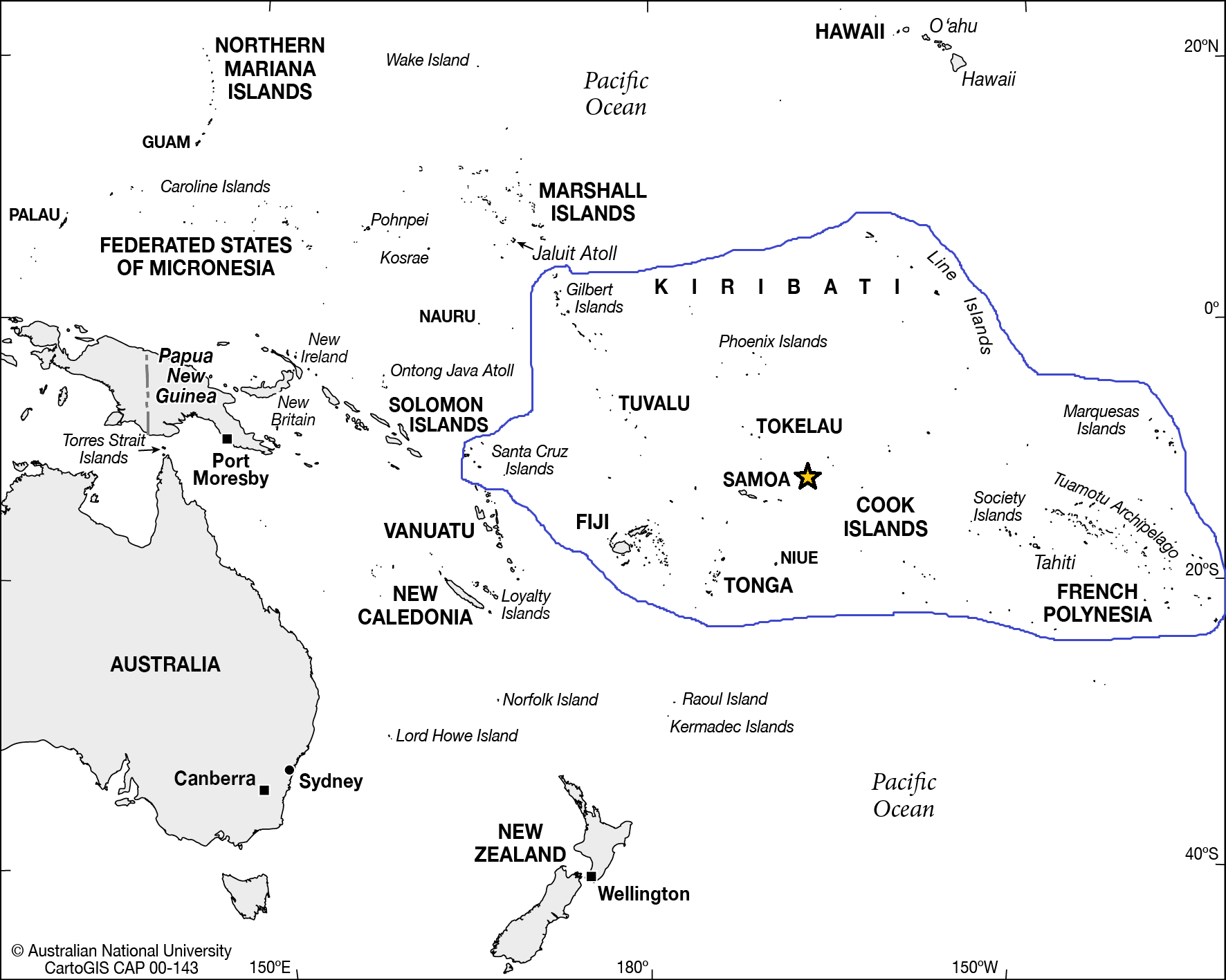
图伊马努阿邦联疆域图

图伊马努阿是马努阿群岛（今属美属萨摩亚）历史上的统治者或最高酋长的头衔。
术语“图伊马努阿邦联”和“萨摩亚帝国”有时用来描述古代萨摩亚的扩张主义及其在大洋洲的霸权，这一历史可以追溯到“图伊马努阿”头衔的创立。萨摩亚的传统口述文学中提到曾存在一个以萨摩亚的菲蒂乌塔为中心的广泛的波利尼西亚网络或邦联或帝国，由世系连续的图伊马努阿王朝统治。萨提阿伊勒莫阿是首任图伊马努阿。在图伊马努阿邦联衰落后，约950年，位于其南方的图伊汤加帝国开始崛起。最后一位得到公认的图伊马努阿埃利萨拉于1909年去世。